# Palazzetto dello Sport (Roma)
Il Palazzetto dello Sport è un edificio multifunzione, adibito principalmente a uso sportivo, che sorge a Roma nel quartiere Parioli.
Ideato e progettato nel 1956 dall'architetto Annibale Vitellozzi e dall'ingegnere Pier Luigi Nervi, fu eretto tra il 1956 e il 1957 per ospitare alcuni eventi dei XVII giochi olimpici di Roma.
Tra i club che l'hanno utilizzato come sede delle proprie gare interne, figura la Pallacanestro Virtus Roma, a più riprese fino al 2018; la squadra pallavolistica maschile Club Italia e, fino al 2013, la M. Roma.
Ancora, ha ospitato la Roma Pallavolo, società sciolta nel 2002, e l'Eurobasket Roma fino al 2019.
Vista la sua collocazione nei pressi di viale Tiziano, strada parallela di via Flaminia nel tratto tra viale delle Belle Arti e Ponte Milvio, l'impianto è talora chiamato PalaTiziano.
L'impianto fu chiuso per lavori nel giugno 2018, subendo anche alcuni vandalismi.
Dopo un'opera di ristruttuazione durata circa un anno, da ottobre 2023 la struttura è riaperta al pubblico.

## Storia

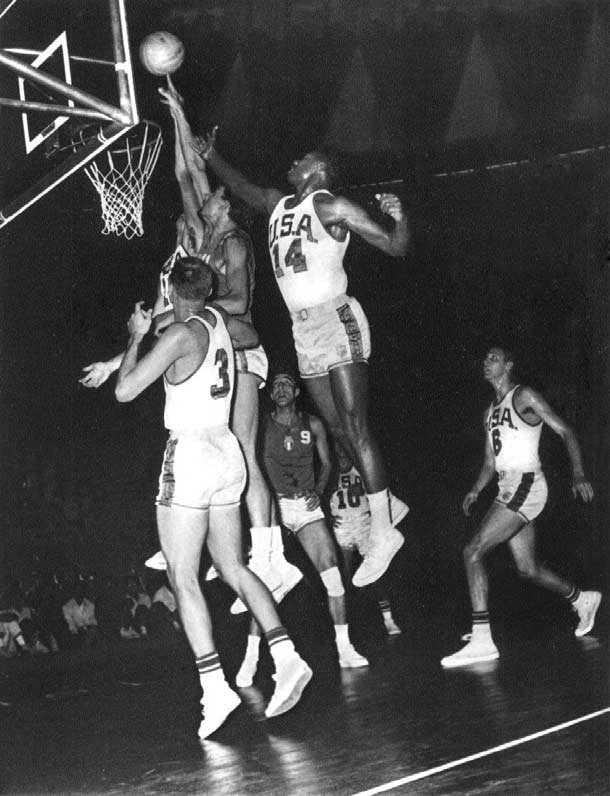
Una fase di - di pallacanestro alle Olimpiadi di Roma, 1960

Nel 1955 il CIO assegnò a Roma i giochi olimpici del 1960; la città era sostanzialmente sprovvista di impianti sportivi destinati ad accogliere una competizione sportiva di tale genere. Di fatto essa vantava solo lo Stadio dei Centomila, oggi Olimpico, appena costruito, e il vecchio Stadio Nazionale, ormai obsoleto, che sorgeva nelle immediate vicinanze del luogo designato per costruirvi il villaggio olimpico, e che fu demolito per costruire al suo posto lo stadio Flaminio.
Fu deciso che la zona compresa tra via Flaminia e i monti Parioli, che fronteggiava dall'altra parte del Tevere il Foro Italico, fosse destinata a ospitare parte degli impianti e le infrastrutture, come per esempio gli alloggi per gli atleti. Tra i progettisti strutturali più attivi nell'urbanizzazione di tale zona un grosso ruolo ebbe Pier Luigi Nervi, che realizzò il Palazzetto dello Sport, oltre al viadotto di Corso Francia nel tratto tra ponte Flaminio e la collina dei Parioli e al rinnovato stadio Flaminio.
Il progetto presentato da Vitellozzi, già progettista dello Stadio dei Centomila, con la decisiva consulenza di Pier Luigi Nervi, che si occupò di tutte le realizzazioni statiche in cemento armato, consisteva in un impianto circolare di poco meno di 60 metri di diametro, non dissimile dal coevo Palazzo dello Sport di Marcello Piacentini e dello stesso Nervi ma, a differenza di quest'ultimo, sovrastato da una cupola di copertura che deborda dal perimetro della sala di circa 10 metri; il diametro della copertura esterna è di circa 78 metri e l'area complessiva dell'impianto è di circa 4 800 metri quadri.
Tale copertura è realizzata completamente in cemento armato ed è prefabbricata secondo moduli dalla forma a spicchio, più larghi verso l'esterno per poi stringersi verso il centro della calotta; a sostenere la copertura sono 36 cavalletti a forma di Y, disposti lungo il perimetro dell'impianto a una distanza angolare di 10 gradi e lineare di 6,30 metri l'uno dall'altro; i cavalletti sono inclinati secondo la tangente al punto di intersezione con la calotta in cemento.

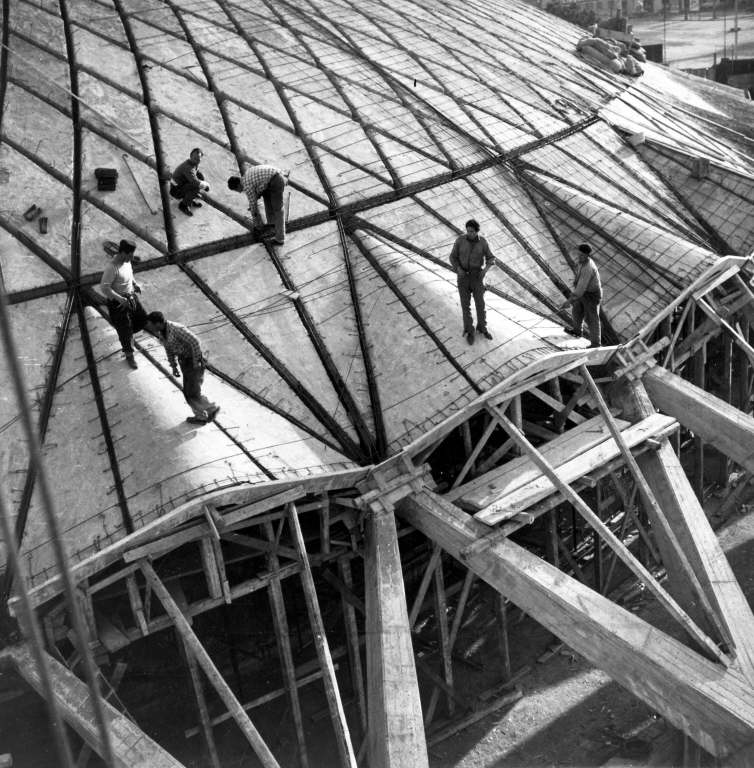
Una fase della costruzione della copertura nel 1958

La sala è in gradinata unica e il terreno di gioco, in parquet, si trova ribassato rispetto al piano stradale; concepito per ospitare un numero di spettatori variabili tra i 4 000 e i 5 000, il Palazzetto dello Sport ospitò le gare di pallacanestro e sollevamento pesi dei giochi olimpici del 1960 di Roma.
I lavori di costruzione, iniziati nel luglio 1956, terminarono il 15 settembre 1957 e permisero all'impianto di essere il primo, tra quelli concepiti per l'Olimpiade, a essere completato.
L'inaugurazione ufficiale avvenne il 1º ottobre successivo alla presenza dell'allora presidente del consiglio Adone Zoli.

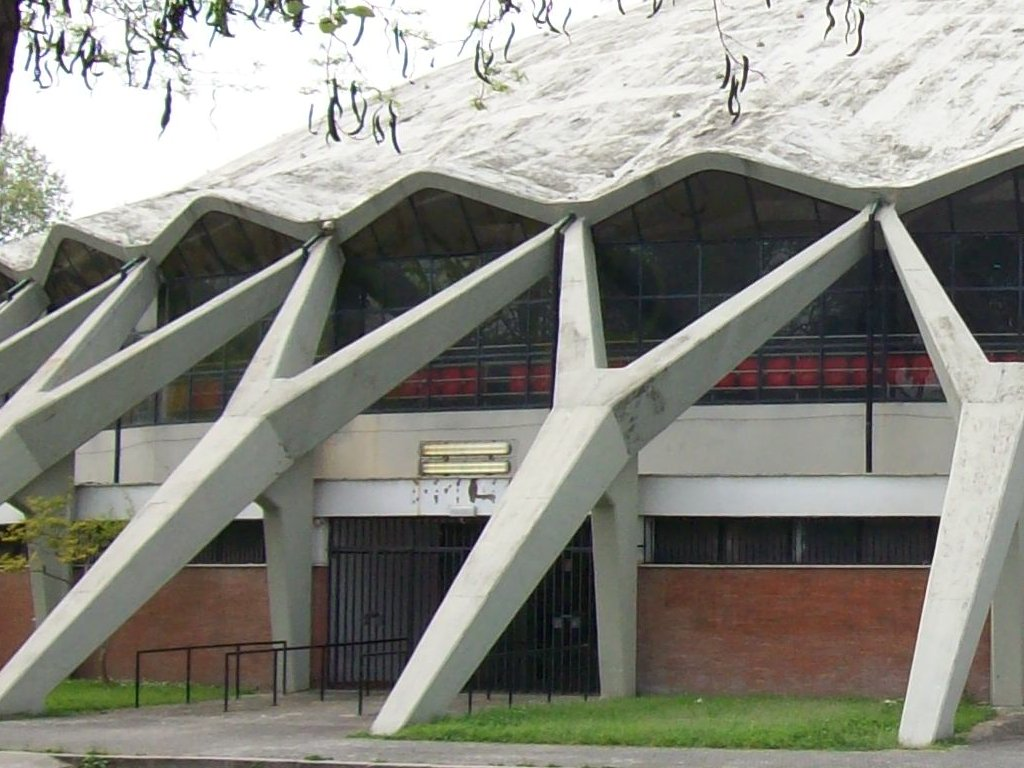
Particolare dei cavalletti di sostegno della copertura

Le opere strutturali in cemento furono realizzate dalla Nervi & Bartoli, mentre la Siemens si occupò dell'impianto di diffusione audio interno; la Barbieri installò gli impianti di condizionamento, riscaldamento e ricircolo aria e la Electra si occupò di tutti i lavori di illuminotecnica ed elettricità.
Il costo totale dell'impianto ammontò a 263 milioni di lire.
L'architetto Bruno Zevi paragonò il Palazzetto al Pantheon, suggerendo analogie e paralleli con l'edificio di Adriano: partendo dalle stesse premesse (sala cilindrica sovrastata da una cupola) Zevi rilevò che, laddove il Pantheon racchiude e sottende una forma sferica, la struttura di Nervi e Vitellozzi comprende un emisfero in cui la luce entra lateralmente (e non verticalmente come accade nel Pantheon) e ne allarga idealmente lo spazio, attenuandone l'effetto monumentale.
Giuseppe Vaccaro trattò invece delle caratteristiche spaziali dell'edificio, che non permettono un preciso riferimento all'osservatore, il quale ha l'impressione che le dimensioni dell'impianto si riducano al suo avvicinarsi ad esso.
Dal 2006 e il 2013 l'impianto, la cui capienza nel frattempo fu ridotta a 3 100 posti per ragioni di sicurezza, fu utilizzato dalla M. Roma Volley, formazione di pallavolo che dal 2010 militava in massima divisione per poi sciogliersi nel 2013 per ragioni finanziarie.
Nel 2011 si resero necessari lavori urgenti per adeguare l'impianto alle richieste della Lega Pallacanestro al fine di ospitare la Virtus Roma, migrante dal PalaLottomatica per gli alti costi di gestione; i lavori riguardarono l'aumento dei posti (a 3 500 effettivi), il rinnovamento dell'impianto di illuminazione (la OSRAM aveva terminato le forniture di lampade esistenti) e di quello di riscaldamento (che serve anche il limitrofo Palazzo delle Federazioni).
Al termine di tali lavori l'impianto divenne idoneo a ospitare la compagine cestistica romana.
Nel 2016 l'assessore allo sport Daniele Frongia, da poco nominato dal neosindaco Virginia Raggi, rimise a gara le concessioni degli impianti sportivi di proprietà comunale, giudicando i canoni d'affitto pagati dai club al di sotto dei valori di mercato.
La Federazione Italiana Pallavolo aveva espresso interesse a prendere in affitto l'impianto per farvi giocare una squadra federale in vista della candidatura olimpica di Roma, ma la possibilità venne meno in seguito alla rinuncia alla candidatura da parte della giunta Raggi.
L'assessorato dovette quindi ricorrere eccezionalmente all'affidamento diretto, concedendo a locazione il Palazzetto all'Eurobasket per 4000 EUR al mese.
Nel frattempo la Virtus Roma tornò al Palazzo dello Sport all'EUR, mentre l'Eurobasket Roma decise lo spostamento in provincia di Latina al PalaCisterna; Roma Capitale chiuse nel 2018 il Palazzetto per lavori mai iniziati e, nell'agosto 2019, dopo più di un anno di sostanziale abbandono, ignoti si introdussero nell'impianto e diedero fuoco al parquet del piano di gioco, danneggiando anche parte dei sedili in plastica.
L'incidente rinfocolò la polemica delle opposizioni, già in precedenza critiche verso l'amministrazione Raggi.
A luglio 2020 fu indetta gara d'appalto, del valore di circa 2600000 €, indetta da Roma Capitale per il risanamento conservativo del Palazzetto.
I lavori, avviati nel 2022 sotto la direzione dell'architetto Roberta Sulpizio, coadiuvata dagli ingegneri Francesco Romeo e Tullia Iori, hanno riguardato la ristrutturazione delle strutture sportive (campo da gioco, spogliatoi, etc.) e la pulizia di cupola e cavalletti; per queste ultime si è proceduto alla sabbiatura per riportare a vista il calcestruzzo originale, applicare ove necessario le guaine di impermeabilizzazione e passivare il ferro di quelle parti d'armatura venute a contatto con l'aria.
In aggiunta a ciò sono stati sostituiti gli infissi ed eventuali elementi danneggiati dal tempo, sono stati completamente rinnovati gli impianti di illuminazione e di climatizzazione ed è stata ristrutturata la sala stampa; l'intero lavoro di ripristino della struttura ha avuto come scopo quello di mantenerla il più fedele possibile al progetto originario di Pier Luigi Nervi.
L'impianto, riaperto a ottobre 2023, ospita le gare interne di due compagini femminile, le cestiste dell'Università LUISS e le pallavoliste del Roma Volley Club.

## Eventi
Fin dalla sua inaugurazione lo sport d'elezione del Palazzetto è sempre stato il pugilato, per via delle caratteristiche dell'impianto, sufficientemente ampio ma non troppo dispersivo (anche se per le riunioni di più grosso richiamo è stato talora utilizzato il Palazzo dello Sport all'EUR, capace di più di 10 000 posti); fino al 2002, inoltre, fu sede della Roma Volley; in passato, negli anni settanta, aveva ospitato anche la Federlazio, che nel 1976-77 in tale impianto si laureò campione d'Italia (la Roma Volley disputò, invece, le gare finali al Palazzo dello Sport).
Fino al 1983 il Palazzetto fu anche sede degli incontri interni della Pallacanestro Virtus Roma, all'epoca sponsorizzata Bancoroma: la squadra tornò a giocare in tale impianto nel 1984 per un breve periodo a causa di un contenzioso con l'Ente EUR per l'utilizzo del Palazzo dello Sport, per poi tornare presso quest'ultimo fino al 2000 quando l'edificio dell'EUR andò incontro a un intervento di ristrutturazione; dal 2000 al 2003, quindi, il Palazzetto tornò a ospitare la Virtus, sponsorizzata dapprima Aeroporti di Roma, poi Lottomatica.